# Dienstgrade der britischen Polizei

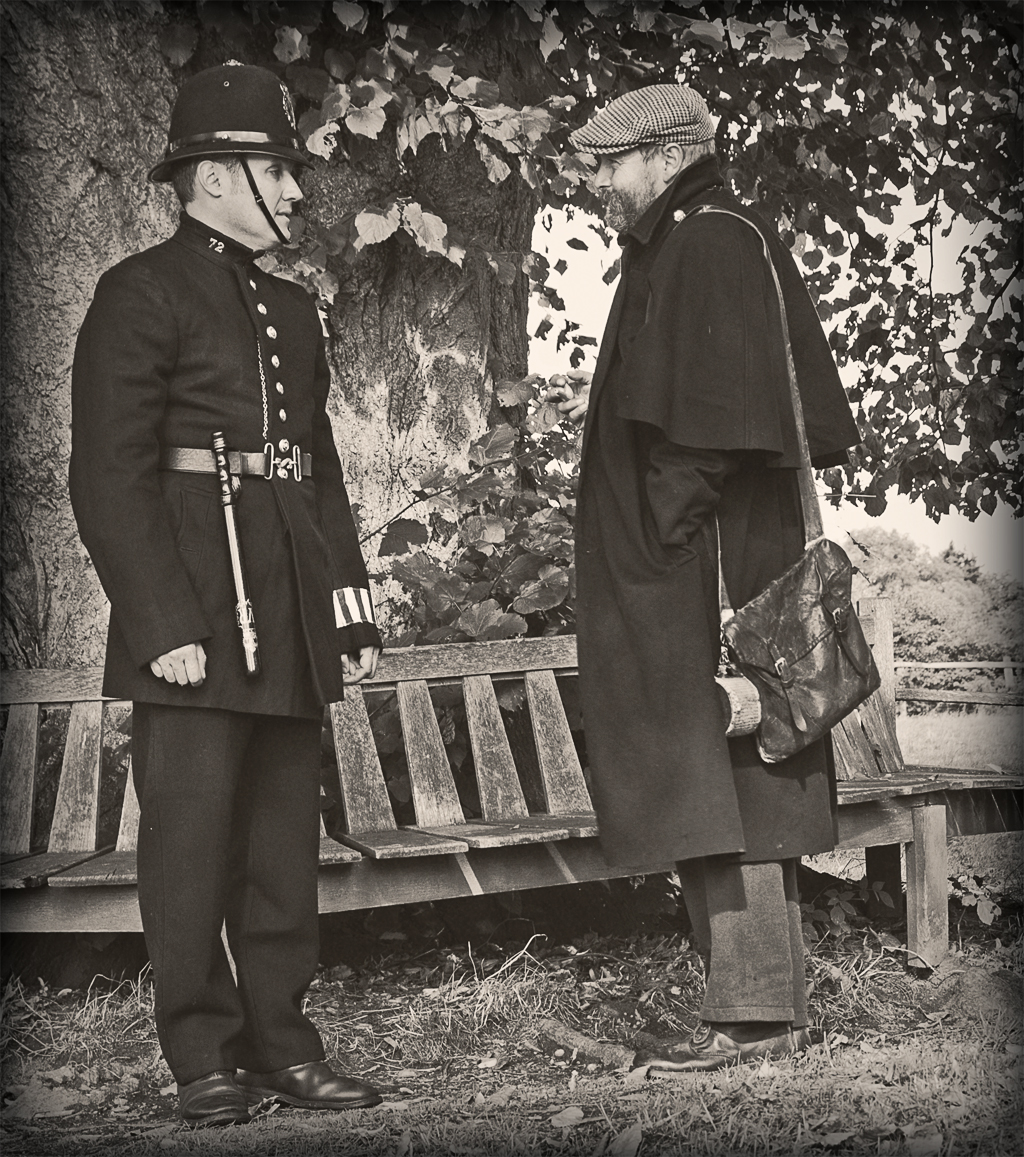
Bobby ist kein Dienstgrad, sondern in Großbritannien eine allgemeine Bezeichnung für Polizisten auf Streife, vergleichbar mit dem deutschen Schupo. Der Ausdruck stammt von Robert Peel, der 1829 als Innenminister mit dem Metropolitan Police Service die erste staatliche Polizei etablierte.

Die britischen Polizeikräfte benutzen folgende Dienstgrade, wobei den Mitgliedern der Kriminalpolizei die Bezeichnung „Detective“ statt „Police“ vorangestellt wird. So ist beispielsweise der Police Constable („PC“) gleichrangig mit dem Detective Constable („DC“) und der Police Inspector („PI“) gleichrangig mit dem Detective Inspector („DI“). Insbesondere (aber nicht nur) im mündlichen Sprachgebrauch wird die Anrede meist auf das entsprechende Kürzel reduziert, so z. B. Detective Inspector Miller → [di aɪ mɪlləɹ]; Police Constable Smith → [piː siː smɪθ].
Rangabzeichen werden üblicherweise als Schulterklappen getragen, jedoch tragen Constables und Sergeants keine Schulterklappen, wenn sie eine Uniform mit geschlossenem Kragen verwenden. Sergeants tragen dann ihr Abzeichen am Oberarm. Constables und Sergeants tragen ihre persönliche Nummer als Kragenspiegel.

## Dienstgrade und Dienstgradabzeichen
| alle Territorial Police Forces und National Special Police Forces |                                  | Constable | Sergeant | Inspector | Chief Inspector | Superintendent | Chief Superintendent | Assistant Chief Constable | Deputy Chief Constable        | Chief constable        |                     |              |
| City of London Police                                             | Police Community Support Officer | Constable | Sergeant | Inspector | Chief Inspector | Superintendent | Chief Superintendent | Commander                 | Assistant Commissioner        |                        |                     | Commissioner |
| Isle of Man Constabulary                                          |                                  | Constable | Sergeant | Inspector | Chief Inspector | Superintendent |                      |                           | Deputy Chief Constable        | Chief Constable        |                     |              |
| Metropolitan Police Service                                       |                                  | Constable | Sergeant | Inspector | Chief Inspector | Superintendent | Chief Superintendent | Commander                 | Deputy Assistant Commissioner | Assistant Commissioner | Deputy Commissioner | Commissioner |
| Police Service of Northern Ireland                                |                                  | Constable | Sergeant | Inspector | Chief Inspector | Superintendent | Chief Superintendent | Assistant Chief Constable | Deputy Chief Constable        | Chief Constable        |                     |              |
| Port of Dover Police                                              |                                  | Constable | Sergeant | Inspector |                 | Chief Officer  |                      |                           |                               |                        |                     |              |